# Szivárványkígyó

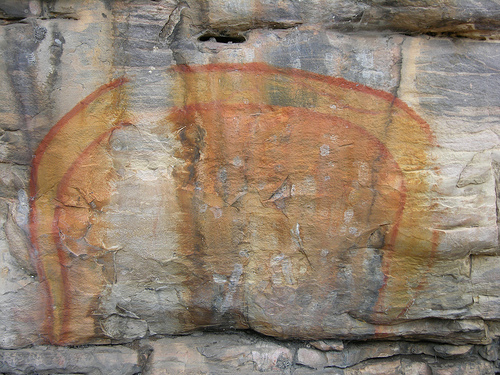
Szivárványkígyót ábrázoló ausztrál őslakos sziklarajz

A Szivárványkígyó az ausztrál őslakók művészetében és vallásában általánosan előforduló istenségnek számít, akit gyakran teremtő istennek tekintenek, ábrázolása gyakori művészeti motívum.  Maga a név a szivárvány és a kígyó alakazonosságából ered. Egyes kutatók véleménye szerint a kígyó és a szivárvány közötti kapcsolat az évszakok ciklikusságára és a víznek az emberi létben betöltött fontosságára utal.  Az égen szivárvány megjelenésekor a Szivárványkígyó az egyik vízlelő helyet elhagyva egy másikban keres búvóhelyet, és ez az istenre visszavezethető feltevés ad magyarázatot arra, hogy egyes vízlelőhelyek miért nem száradnak ki még súlyos aszály idején sem.
Az ausztrál őslakos mitológiában a kígyónak számos neve van, illetve több történet kapcsolódik hozzá, ami az őslakóhagyományokban a Szivárványkígyó kitüntetett szerepére utal.  A vízzel való összefüggések miatt életadónak tekintik, ugyanakkor ha feldühítik, pusztító erőt is megjeleníthet. A Szivárványkígyó  ezzel együtt az egyik leggyakoribb és legismertebb őslakótörténet, ami nagy fontossággal bír az őslakó társadalomban, ráadásul a világon az egyik legősibb, folyamatosan élő vallásos hit központi eleme, amely mind a mai napig számottevő kulturális hatást gyakorol.

## Elnevezések a különböző kultúrákban

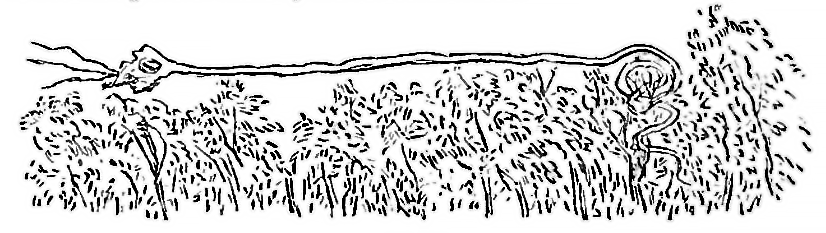
Myndie, 1878 körüli ábrázolás

Az őslakók különböző népességeinek kultúrájában a Szivárványkígyó eltérő neveket kapott. A Szivárványkígyó (vagy szivárványkígyók, ha több is van) elnevezése Borlung a miali, Dhakkan (vagy Takkan) a kuli, Kajura az ingarda, Goorialla a lardil népeknél, illetve Kunmanggur a murinbata, Ngalyod a gunwinggu, Numereji a kakadu, Taipan a wikmunkan, Tulloun a mitakoodi, Wagyl a noongar, Wanamangura a talainji, és Witij a jolngu népcsoportoknál.  További nevek lehetnek: Bolung, Galeru, Julunggul, Kanmare, Langal, Myndie, Muit, Ungud, Ungur, Wimpa, Wollunqua, Wonambi, Wonungar, Worombi, Yero, Yingarna és Yurlungur.

## A fogalom kialakulása
Bár a Szivárványkígyó, mint elképzelés már régen jelen van az ausztrál őslakó kultúrákban, a fogalmat a világ többi része az antropológusok kutatásain keresztül ismerte meg.  A „Szivárványkígyó” elnevezést először feltehetőleg az angol szociálantropológus, Alfred Radcliffe-Brown használta, miután észrevette, hogy bár eltérő neveken, ugyanaz az elképzelés különféle ausztrál őslakó kultúrákban is megjelenik, ezért azt „Ausztrália szivárványkígyó-mítoszának” hívta. Mások utóbb felvetették, hogy az elnevezés azt sugallja, mintha csak egyetlen Szivárványkígyó létezne, miközben az egyes őslakókultúrákban az elképzelések ténylegesen eltérnek egymástól, ezért azt inkább „szivárványkígyó-mítoszok” névvel kellene illetni. Egyúttal az is feltételezhető, hogy az a nézet, hogy a Szivárványkígyó az ausztrál őslakóhagyományokban a legfőbb teremtő lény, leginkább a nem őslakó származású antropológia|antropológusoknak köszönhető. További, hasonló eredetű, hibás megközelítés, hogy a nyugati műveltségű, görög-római vagy germán mítoszok kulturális sztereotípiáival közelítő emberek az őslakótörténeteket múlt időben mesélik el, holott az őslakók számára a történetek örökérvényűek, „mindenkoriak”, azaz a múltat, a jelent és a jövőt egyaránt felölelik.

## Jellemzők és kapcsolódási pontok
A kapcsolódó történetek szerint az Álomidőben (Tjukurrpa vagy Jukurrpa) a nagyhatalmú szellemek vagy totemek a teremtés során – állatok vagy ember képében – alakították a terméketlen és sivár földet. A Szivárványkígyó a föld alól bújt elő, óriási hegyeket és hegyvonulatokat, valamint völgyeket hozott létre, miközben elérte a felszínt. A Szivárványkígyó az elképzelések szerint óriási méretű, és a mélyen fekvő, állandó vízlelő üregekben él , hatalmat gyakorol a legfontosabb életadó forrás, a víz felett. Egyes kultúrákban a Szivárványkígyó a világegyetemben minden létező végső teremtője.
Vannak kultúrák, amelyekben a Szivárványkígyó hímnemű, máshol pedig nőnemű; megint máshol a neme nem tisztázott, esetleg a Szivárványkígyó hermafrodita vagy kétnemű, androgün lény.  Egyes magyarázatok szerint a Szivárványkígyó fallikus szimbólum, ami összhangban áll a termékenységi mítoszokkal és rítusokkal való kapcsolatával.  A kígyó nőneműként vagy kétneműként való jellemzésekor esetenként női mellel ábrázolják.  Máskor a Szivárványkígyó  biológiai neme tisztázatlan, sőt az is előfordul, hogy skorpióként vagy más állatként, lényként jelenítik meg.  Egyes történetekben, például, a Szivárványkígyó denevérként vagy repülőkutyaként egy-egy nő kegyeinek az elnyeréséért verseng.  A kutatók ezen kívül más olyan lényeket – például madarakakat, krokodilokat, dingókat, vagy gyíkokat – is azonosítottak, amelyek egyes történetekben átveszik a Szivárványkígyó szerepét.  Ezekben a történetekben a közös, hogy az érintett állatok szintén valamilyen kapcsolatban állnak a vízzel. A Szivárványkígyót emellett az ausztrál mitológia bunyip nevű, félelmetes, szintén vízlelőhelyeken élő teremtményével is összefüggésbe hozták.
A kiszámíthatatlan (ezen őslakómítoszokban a hajthatatlan Nap ellentéte) Szivárványkígyó néha feltölti a vízlelőhelyeket, a szárazföldön csúszva vízmosásokat és mély csatornákat alakít ki.  Ebben a hitrendszerben a Szivárványkígyó nélkül egyáltalán nem lenne csapadék, és a föld kiszáradna.  Más kultúrákban a Szivárványkígyó éppen, hogy elállítja az esőt.  A szivárvány mellett a Szivárványkígyót a Hold körül megjelenő gyűrűvel, az eső előjelének tekintett halojelenséggel is azonosítják.  Sőt, esetenként az emberi vérrel, különösen a vérkeringéssel és a menstruációs ciklussal ugyancsak összefüggésbe hozzák.  Az elképzelések szerint mennydörgéskor és villámláskor a Szivárványkígyó dühös, és akár pusztító felhőszakadásokat és ciklonokat okoz.  A kvarckristályok és tengeri kagylók héja szintén kapcsolódik a Szivárványkígyóhoz, azokat a szertartásokon a Szivárványkígyó segítségül hívásához használják.  A kvarckristályokkal való azonosítás feltételezhetően a prizmaszerű színhatás eredménye.

## Történetek a Szivárványkígyóról
A Szivárványkígyóról szóló történetek az ausztrál őslakók között nemzedékről-nemzedékre szállnak. Ugyanakkor a történetek változnak is az eltérő természeti környezetnek megfelelően. A monszunövezet klánjai gyakran a Nap, a kígyó és a szél egymás elleni küzdelméről mesélnek álomidei történeteikben, míg Ausztrália középső, sivatagi területein kevésbé látványosak az évszakok váltakozásai, ami a mítoszokban is tükröződik.  A Szivárványkígyó hol az emberek (a helyi népcsoportok) jótékony védelmezőjeként jelenik meg, hol akár rosszindulatúan bünteti a törvények megszegőit. A Szivárványkígyó mítosza szoros kapcsolatban áll a földdel, a vízzel, az élettel, a társadalmi kapcsolatokkal és a termékenységgel. A Szivárványkígyó gyakran jut szerephez a serdülőkor és a felnőttkor közötti átmenetben, lenyeli a fiatalembereket, majd később kiköpi őket.
A Szivárványkígyóról szóló történetekben a legáltalánosabb motívum a kígyó, mint teremtő lény ábrázolása, amely az üres, élettelen tereket élettel tölti meg.
Az egyik legismertebb mítosz a Szivárványkígyóról a Wawalag vagy Wagilag nővérek története.  A legenda szerint a nővérek közül az idősebb vándorlásuk során gyermeknek adott életet, és eközben vére beszivárgott egy vízlelő üregbe, ahol a Szivárványkígyó élt.  A történet egy másik változatában a nővérek az anyjukkal Kunapipivel voltak úton, és mivel mindannyian ősi titkok ismerői voltak, a Szivárványkígyót pusztán a területén való megjelenésük is feldühítette. A Szivárványkígyó tehát kiszagolta a kunyhót – ami a történetben feltehetőleg az anyaméhre utaló metafora –, ahol a nővérek éppen aludtak, majd ott – szimbolikusan egy lyukon keresztül megközelítve őket – a nővéreket és gyermekeiket felfalta.  Ezt követően azonban, miután egy hangya megmarja, a Szivárványkígyó visszaöklendezi őket, amivel egyúttal megteremti az északkeleti Arnhem-földet.  Végül a Szivárványkígyó képessé válik az ott élő emberekkel saját nyelvükön beszélni, így őket szent rituálékra megtanítani.
Egy másik történet a Nagy-homoksivatag területéről, Nyugat-Ausztrália keleti részéről származik. Maga a történet a Wolfe Creek-kráter avagy Kandimalal létrejöttére ad magyarázatot: a kráter egy hullócsillag nyomán keletkezett, majd oda a Szivárványkígyó beköltözött. Más változatokban maga a Szivárványkígyó hullott alá az égből, és hozta létre a krátert. A legenda folytatásában egy öreg vadász egy dingót üldözve lemászik a kráterbe, de ott a Szivárványkígyó által kialakított alagútban eltéved, és soha nem kerül elő, míg a dingót a Szivárványkígyó előbb megeszi, majd kiköpi.
Egy másik, szintén nyugat-ausztráliai legenda elmeséli, hogy a Szivárványkígyó vagy Wagyl hogyan zúzta össze és alakította a sziklatömböket a Perth-től északkeletre fekvő hegy, a Mount Matilda környékén, hogy ott vízi utak, például az Avon folyót létrehozza.
Az Északi Terület egyik őslakómítoszában egy ősanya érkezik a tenger felől, és végigjárja Ausztráliát, hogy életet adjon a különböző ausztrál őslakó népeknek.  Egyes változatokban az ősanya kísérője a Szivárványkígyó (vagy Villámkígyó), aki az esős évszakot és áradásokat hozza magával.
Az északnyugati Kimberley-régió egyes őslakó népeinek hite szerint a Szivárványkígyó a tavakat szellemgyerekekkel népesített be, hogy a vízbe gázoló nők ott megtermékenyüljenek.
A Szivárványkígyóról, elsősorban gyermekeknek szóló mítosz szerint a kígyó a föld mélyéről jön a felszínre, ahol összehívja a békákat, majd megcsiklandozza a hasukat; a békák kiengedik a bennük lévő vizet, amiből tavak és folyók keletkeznek, ezért a Szivárványkígyó az életet megteremtő anyának tekinthető.

## Lehetséges eredet a természetben

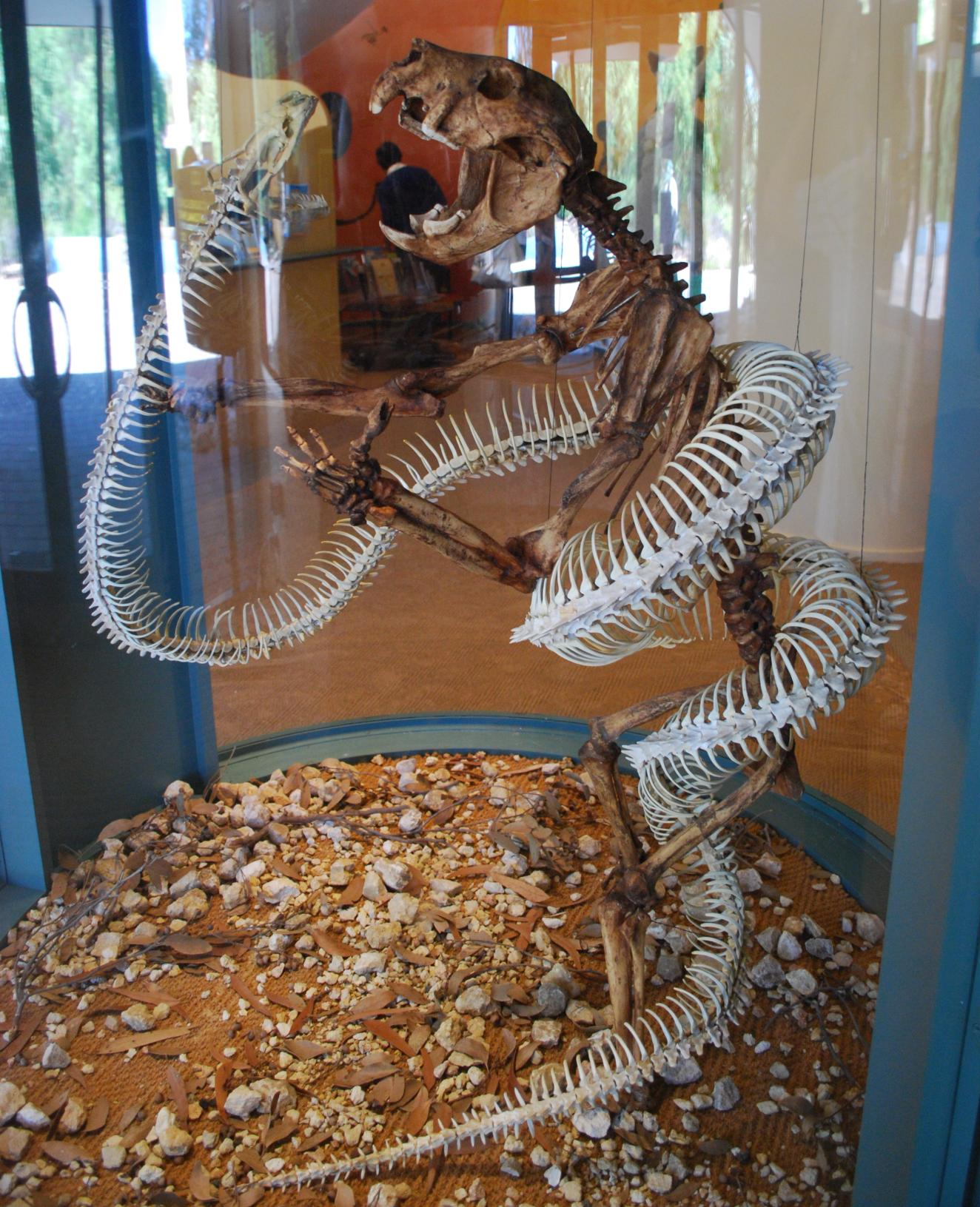
Wonambi és erszényesoroszlán harca

A walmadjari nép szerint a Szivárványkígyó egyik megjelenési formája a természetben a szőnyegmintás piton.  Ezen kívül, esetenként, négy további kígyót azonosítanak a Szivárványkígyóval: az ametisztpiton, a tajpán, az ausztrál szemölcsös kígyó, és leginkább a barna vízipiton egyaránt a Szivárványkígyóval összefüggésbe hozott tulajdonságokkal bír. Queenslandben például olyan kígyókövületre bukkantak, amelyről feltételezhető, hogy az eredeti mítosznak alapot adó egykori óriáskígyók családjához tartozott.  A Wonambi név tulajdonképpen egy, két óriáskígyófajból álló nemzetség megnevezése. Ezek a fajok nem a pitonfélékhez tartoztak, mint egyébként Ausztrália többi, a Morelia nemzetséghez sorolt óriáskígyói, hanem azokat jelenleg a Madtsoiidae család tagjainak tekintik, mely a világ más részein mintegy 55 millió évvel ezelőtt kihalt. Az őslakók szerint e kígyó fejét és pofáját „szőr” övezi.

## Szerepe a hagyományos kultúrában
A Szivárványkígyóval kapcsolatos, nemzedékről nemzedékre szálló történetek mellett a Szivárványkígyót mind a mai napig – esetenként szertartásokon – istenként tisztelik, továbbá művészeti alkotások és dalok, illetve ma is élő hagyományok formájában a kultúrában is megjelenik.
A Szivárványkígyó áll több ősi, ma is gyakorolt rituálé középpontjában.  A Wawalag nővérekhez kötődő mítosz a menstruáció fontosságát emeli ki, és a Kunapipi istennővel összefüggő vérrítus kialakulásának az alapját képezi. Ennek körében az ausztrál őslakók allegorikusan, tánc és pantomim formájában újrateremtik a Wawalag nővéreket felfaló Szivárványkígyót, így maga a rituálé termékenységi szertartásnak is tekinthető.
A menstruáció számos ausztrál őslakókultúrában szent, mert azzal válik a nő képessé új élet világra hozására, azaz attól kezdve a nő tulajdonképpen a Szivárványkígyó teremtő képességével bír.  Éppen ezért ebben a szent folyamatban a férfiak megsebzik magukat, a karon vagy hímvesszőn öncsonkítást végeznek, és hagyják a vérüket saját, illetve egymás testén végigfolyni, a vért esetleg bejuttatják a nő méhébe.  Előfordul, hogy a két nem ceremoniális egyesülése jeleként a férfiak saját vérüket a női menstruációs vérrel elegyítik.
A legkorábbi ismert Szivárványkígyó-sziklarajz több mint 6000 évesre tehető.  A termékenységgel való kapcsolata miatt a Szivárványkígyót gyakorta ábrázolják vaginaként, vagy éppen a női hüvelyt Szivárványkígyóként.  Egyes sziklarajzokon a Szivárványkígyó nyitott szájjal és kinyújtott nyelvvel jelenik meg, ami a hüvelynyílást és az abból kiáramló menstruációs vért jeleníti meg.
A Szivárványkígyó egyúttal gyógyítónak is tekintik, amely a megfelelő rituálén keresztül képes saját gyógyítói tulajdonságait átadni az embereknek.

## Hatás a modern kultúrában

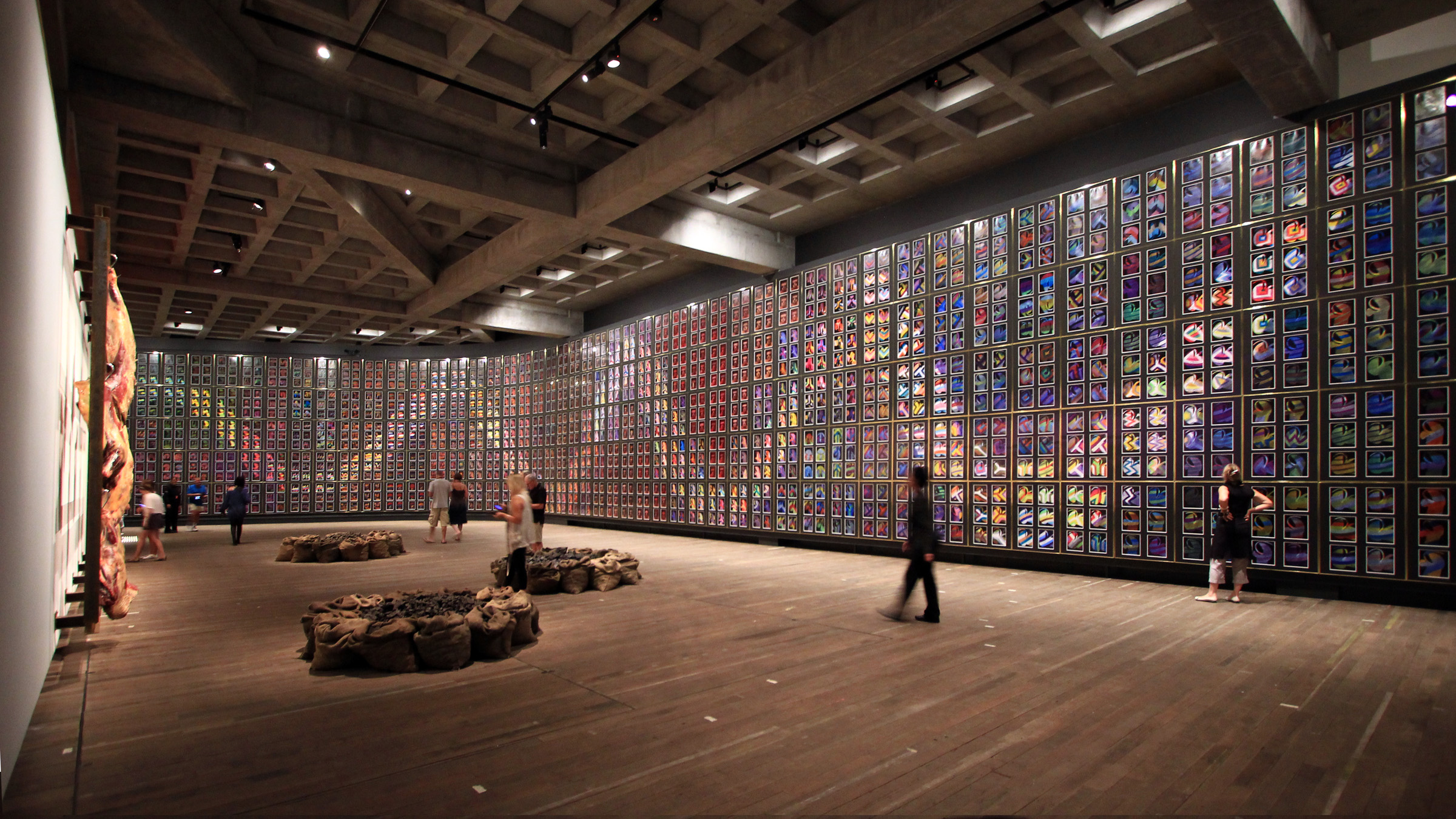
Sidney Nolan Kígyó (1970–72) című falfestménye a hobarti Museum of Old and New Art múzeumban – a hatalmas Szivárványkígyó 1620 darab festett panelből áll össze.

A hagyományos hiedelmek továbbélése mellett a Szivárványkígyó gyakorta felbukkan a modern kultúrában is, művészeti alkotásokat, filmeket, irodalmi és zenei műveket inspirál, vallásos és társadalmi mozgalmakban jelenik meg. Például a Szivárványkígyó Fesztivált (Rainbow Serpent Festival), az egyik, évente megrendezett ausztrál zenei fesztivált, valamint a Szivárványkígyó Projektet (Rainbow Serpent Project), egy filmsorozatot, amelyben az alkotók a Föld különböző szent helyeit keresik fel, egyaránt e teremtmény ihlette. Ezen kívül a Szivárványkígyó számos ausztrál őslakó képzőművésznél és írónál továbbra is a művészeti alkotások tárgyaként vagy ihletőjeként jelenik meg; sőt az egyik karaktere a Hellblazer képregényeknek is.
A Szivárványkígyó vallásos szerepét mind a mai napig megőrizte, jóllehet egyes, keresztény hitre tért ausztrál őslakók elutasítják a hiedelmet, illetve az őslakókultúra ezzel való azonosítását.  Világszerte több New Age vallási és spirituális mozgalom választotta szimbólumként a Szivárványkígyót, ami ezen túl is inspirált társadalmi mozgalmakat. Georges Petitjean, művészettörténész rámutat, hogy a Szivárványkígyó többneműsége és többféle nemi azonossága magyarázatot adhat arra, hogy a leszbikus, homoszexuális, biszexuális és transznemű közösségek miért a szivárványzászlót választották jelképként. A politikai színtéren, például, a Szivárványkígyó Ausztráliában az uránbányászat elleni kampány szimbóluma, ami azon az elképzelésen alapul, hogy a bányászat – a környezet pusztításának a metaforájaként – megzavarná a Szivárványkígyót, ami ezért bosszút állna.

## Fordítás
- Ez a szócikk részben vagy egészben  a   Rainbow Serpent című angol Wikipédia-szócikk ezen változatának fordításán alapul.  Az eredeti cikk szerkesztőit annak laptörténete sorolja fel. Ez a jelzés csupán a megfogalmazás eredetét és a szerzői jogokat jelzi, nem szolgál a cikkben szereplő információk forrásmegjelöléseként.